# Jeg gik mig ud en sommerdag
 Denne artikel omhandler folkevisen. For filmen af samme navn, se Jeg gik mig ud en Sommerdag.
Jeg gik mig ud en sommerdag er en dansk folkevise, der er optaget på Kulturkanonen.
Sorten Muld har indspillet en version af visen, der forekommer på deres debutalbum fra 1996.